# 유희춘
류희춘(柳希春, 1513년~1577년)은 조선의 문신이다. 본관은 선산(善山)이며, 전라도 해남군 출신이다. 자는 인중(仁仲), 호는 미암(眉巖)이다.

## 생애
김안국의 제자이다. 1537년(중종 32년) 생원시에 합격하고 다음해 무술년에 별시(別試)에 급제하였다. 한 때 시강원 설서로 동궁(東宮, 인종仁宗)의 사부였다. 수찬·정언 등을 지냈다. 명종 때 윤원형에 의해 제주에 유배되었다가, 1567년 풀려나와 부제학·대사간 등을 지냈다. 선조 때 이조참판으로 있다가 물러나 고향인 전라도 해남군으로 내려갔다. 죽은 후 좌찬성에 추증되었다.

## 저서
- 유희춘 미암일기 및 미암집목판 - 보물 제260호

그가 지은 《미암일기》는 1568년에서 1577년까지의 정치 모습과 자기의 경력을 쓴 책으로 역사 연구에 귀중한 사료가 되고 있다.
- 속위변
- 역대요록

## 가족 관계
- 증조부 : 류양수(柳陽秀)
  - 할아버지 : 류공준(柳公濬)
  - 할머니 : 설씨(薛氏)[1]
    - 아버지 : 류계린(柳桂鄰)

  - 외할아버지 : 최부(崔溥)[文]
    - 어머니 : 탐진 최씨(耽津崔氏)
      - 형 : 류성춘(柳成春)
      - 형수 : 광산 김씨, 김숭조(金崇祖)의 딸
      - 부인 : 홍주 송씨(洪州宋氏), 송준(宋駿)의 딸
        - 아들 : 유경렴(柳景濂)
        - 며느리 : 울산 김씨(蔚山金氏), 김인후(金麟厚)의 딸
          - 손자 : 유광선(柳光先)
          - 손자 : 유광연(柳光延)

        - 딸 : 윤관중(尹寬中)에게 출가